# Charles Burnell
Charles Desborough Burnell (født 13. januar 1876, død 3. oktober 1969) var en britisk roer, som deltog i OL 1908 i London.

## Rokarriere
Burnell roede for Eton College, inden han begyndte at læse på Oxford University og roede for Magdalen College her. Han var med i otteren fire år i træk (1898-1891) i Oxford vs. Cambridge Boat Race og roede flere gange i Henley-regattaen. Sammen med andre Oxford- og Cambridge-roere stillede han op for Leander Club til OL 1908.
Leander Club-bådens besætning bestod derudover af Frederick Kelly, Albert Gladstone, Henry Bucknall, Banner Johnstone, Guy Nickalls, Ronald Sanderson, Raymond Etherington-Smith og Gilchrist MacLagan (styrmand) samt fem reserver, der ikke kom i kamp. Syv både var tilmeldt, men italienerne stillede ikke op. To af bådene, den belgiske fra Royal Club Nautique de Gand og en ren Cambridge-båd fra Storbritannien, var seedet og gik direkte i semifinalen, mens Leander Club-båden og en canadisk båd, Toronto Argonauts, sikrede sig pladser i semifinalen med sejr i to indledende heats. I semifinalen vandt Leander over Toronto, mens Gand besejrede Cambridge, og de to vindere mødte derpå hinanden i finalen. Her lagde Leander sig i spidsen, men efter 2/3 af distancen bragte Gand sig på linje med Leander. Anstrengelserne med at indhente konkurrenten havde dog kostet så mange kræfter, at belgierne måtte slippe igen, så Leander Club kunne sikre sig guldet med to længders forspring. Nickall er med guldet den ældste olympiske mester i roning i historien.

## Øvrige liv
Burnell arbejdede i familiens børsmæglerfirma afbrudt af hans deltagelse i første verdenskrig i Rifle Brigade. Han var formand for Wokingham landdistriktsråd i 35 år.
Hans søn, Dickie Burnell, og sønnesøn, Peter Burnell, var begge roere og deltog i Oxford/Cambridge-løbene, og Dickie Burnell vandt desuden guld ved OL 1948 i London.